# 큰연필꼬리나무쥐
큰연필꼬리나무쥐(Chiropodomys major)는 쥐과에 속하는 설치류의 일종이다. 나무 위에서 생활하는 수상성 설치류로 보르네오섬의 토착종이다. 사바주와 사라왁주(말레이시아)에서만 발견되며, 칼리만탄에서도 서식하는 것으로 추정된다.